# José Fernando de Abascal y Sousa
José Fernando de Abascal y Sousa (Oviedo, 3 de junho de 1743 – Madrid, 31 de julho de 1821), foi um nobre, militar e político espanhol, vice-rei do Peru entre 1808 e 1816, primeiro Marquês da Concordia Espanhola no Peru, além de fundador da Escola de Medicina de Lima.

## Biografia
Conhecido em Espanha como D. José Fernando Abascal, foi um general espanhol, nascido em Oviedo e falecido em Madrid, em 1821. Soube conservar para Espanha, por alguns anos ainda este país que se tinha sublevado em  1808 contra a mãe pátria ao ter noticia da invasão de Napoleão; foi demitido em 1816 por Fernando VII.